# Кабаньков, Сергей Алексеевич
Сергей Алексеевич Кабаньков (род. 1968, Петухово, Курганская область) — председатель Курганского областного суда (2016—2022).

## Биография
Сергей Алексеевич Кабаньков родился в 1968 году в городе Петухово Петуховского района Курганской области, ныне город — административный центр Петуховского муниципального округа той же области.
После службы в рядах Советской Армии стал студентом Свердловского ордена Трудового Красного Знамени юридического института, который окончил в 1991 году по специальности «правоведение».
С июля 1991 года работал в органах прокуратуры: стажёр помощника прокурора Первомайского района города Кургана, стажер помощника прокурора города Кургана, помощник прокурора города Кургана, старший помощник прокурора города Кургана, старший прокурор отдела по надзору за следствием, дознанием и оперативно-розыскной деятельностью прокуратуры города Кургана.
Указом Президента Российской Федерации от 15 ноября 1999 года № 1531 назначен судьей Курганского городского суда.
С октября 2002 года по октябрь 2006 года возглавлял квалификационную коллегию судей Курганской области.
Указом Президента Российской Федерации от 28 мая 2003 года № 583 назначен судьей Курганского городского суда.
Указом Президента Российской Федерации от 21 июня 2004 года № 790 назначен судьей Курганского областного суда.
С октября 2010 года по октябрь 2016 года был заместителем председателя совета судей Курганской области, председателем комиссии по судейской этике совета судей Курганской области.
Указом Президента Российской Федерации от 25 октября 2014 года № 681 назначен заместителем председателя Курганского областного суда.
Приказом Председателя Верховного Суда Российской Федерации на заместителя председателя Курганского областного суда Кабанькова Сергея Алексеевича с 19 апреля 2016 года возложено исполнение обязанностей председателя Курганского областного суда.
Решением Высшей квалификационной коллегии судей Российской Федерации от 12 июля 2016 года Сергею Кабанькову присвоен первый квалификационный класс.
Указом Президента Российской Федерации от 17 октября 2016 года № 552 назначен председателем Курганского областного суда. 3 ноября 2016 года в Курганском областном суде прошла торжественная церемония вступления в должность председателя областного суда.
С 2016 года является членом Совета судей Российской Федерации и членом комиссии Совета судей Российской Федерации по вопросам статуса судей и правового положения работников аппаратов судов.
Решением Высшей квалификационной коллегии судей Российской Федерации от 1 июня 2022 года удовлетворено заявление Кабанькова С.А. о прекращении с 23 июля 2022 года его полномочий председателя Курганского областного суда в связи с уходом в отставку.

## Награды
- Знак отличия Судебного департамента при Верховном Суде Российской Федерации «За усердие» I степени, 2019 год.
- Знак отличия Судебного департамента при Верховном Суде Российской Федерации «За усердие» II степени, 2013 год.
- Медаль «150 лет судебной реформы в России», 2014 год.
- Медаль «20 лет Судебному департаменту при Верховном Суде Российской Федерации», 2017 год.
- Медаль «За безупречную службу», 2018 год.
- Почётная грамота совета судей Курганской области, 2006 год.

## Семья
Отец — Алексей Кузьмич Кабаньков, был прокурором Курганской области.
Сергей Алексеевич Кабаньков женат, имеет дочь и сына.